# Colabata hoppi
Colabata hoppi är en fjärilsart som beskrevs av Max Wilhelm Karl Draudt 1929. Colabata hoppi ingår i släktet Colabata och familjen silkesspinnare. Inga underarter finns listade i Catalogue of Life.